# Площа Данфер-Рошро
48°50′04″ пн. ш. 2°19′57″ сх. д. / 48.83435° пн. ш. 2.3323944444444° сх. д.
Площа Данфер-Рошро, раніше площа д'Анфер, — площа в районі Монпарнас у Парижі, у 14-му адміністративному окрузі.

## Розташування
Площа обсаджена деревами та оточена трьома невеликими парками. Це важливий транспортний вузол як для автомобільного, так і для залізничного сполучення, який обслуговує автобусні лінії, що експлуатуються RATP. 38, 68, 88, N14 та Orlybus. Пересідна станція Denfert-Rochereau з зупинками ліній метро розташована під площею. і  та РЕР  і .
Ділянка вулиці, що перетинає південну частину площі Данфер-Рошро та веде до авеню Генерала-Леклерка, з 2004 року називається авеню Колонел-Роль-Танґі на честь лідера організації опору Анрі Танґі (кодове ім'я Роль), командний центр якого під час Другої світової війни був у каменоломнях, що частково розташовані під площею.
На цій короткій авеню одна навпроти одної стоять дві митні будівлі колишньої стіни генеральних орендарів (фр. Mur des Fermiers généraux), спроєктовані Клодом-Нікола Леду в 1780-х роках. До східної з них прилягає вхідна будівля паризьких катакомб. Колись вони межували з митною заставою Barrière d'Enfer, названою на честь сусідньої вулиці Rue d'Enfer (досл. Вулиця Пекла, нині авеню Данфер-Рошро), і містили канцелярії урядовців, відповідальних за збір міського мита.

## Визначні місця
- Посеред площі, на високому постаменті, стоїть копія Бельфорського лева (оригінал 1875/80 року роботи Фредеріка Огюста Бартольді в Бельфорі).
- Один із входів до метро, занесений до списку пам'яток архітектури (збудований близько 1900 року Ектором Ґімаром у стилі модерн).
- На південному сході, поблизу авеню Рене-Коті, розташована станція Данфер-Рошро. Спочатку вона називалася Ligne de Sceaux (Лінія Со) через свою функцію кінцевої станції залізничної лінії Со. Будівля була відкрита в 1846 році та є найстарішою станційною будівлею в Парижі. Нині вона слугує головним входом на станцію Denfert-Rochereau RER.
- Вхід до катакомб розташований з непарного боку за адресою: № 1, авеню дю Колон-Анрі-Роль-Танґі, поруч із будівлею № 3, в якій до 2017 року розміщувалася Генеральна інспекція кар'єрів.
- Дві будівлі, що входять до списку архітектурних пам'яток, № 3 та 4, є павільйонами колишньої митної застави Бар'єр-д'Анфер, спроектованої архітектором Клодом-Нікола Леду та внесеної до списку історичних пам'яток. Ця остання частина площі включала площу Бар'єр-д'Анфер, частину бульварів д'Анфер та Сен-Жак, а також частину бульварів Монруж та Аркей.
- Площа засаджена деревами та має три зелені зони: сквер абата Міня, сквер Жака Антуана та сквер Клода Нікола Леду.

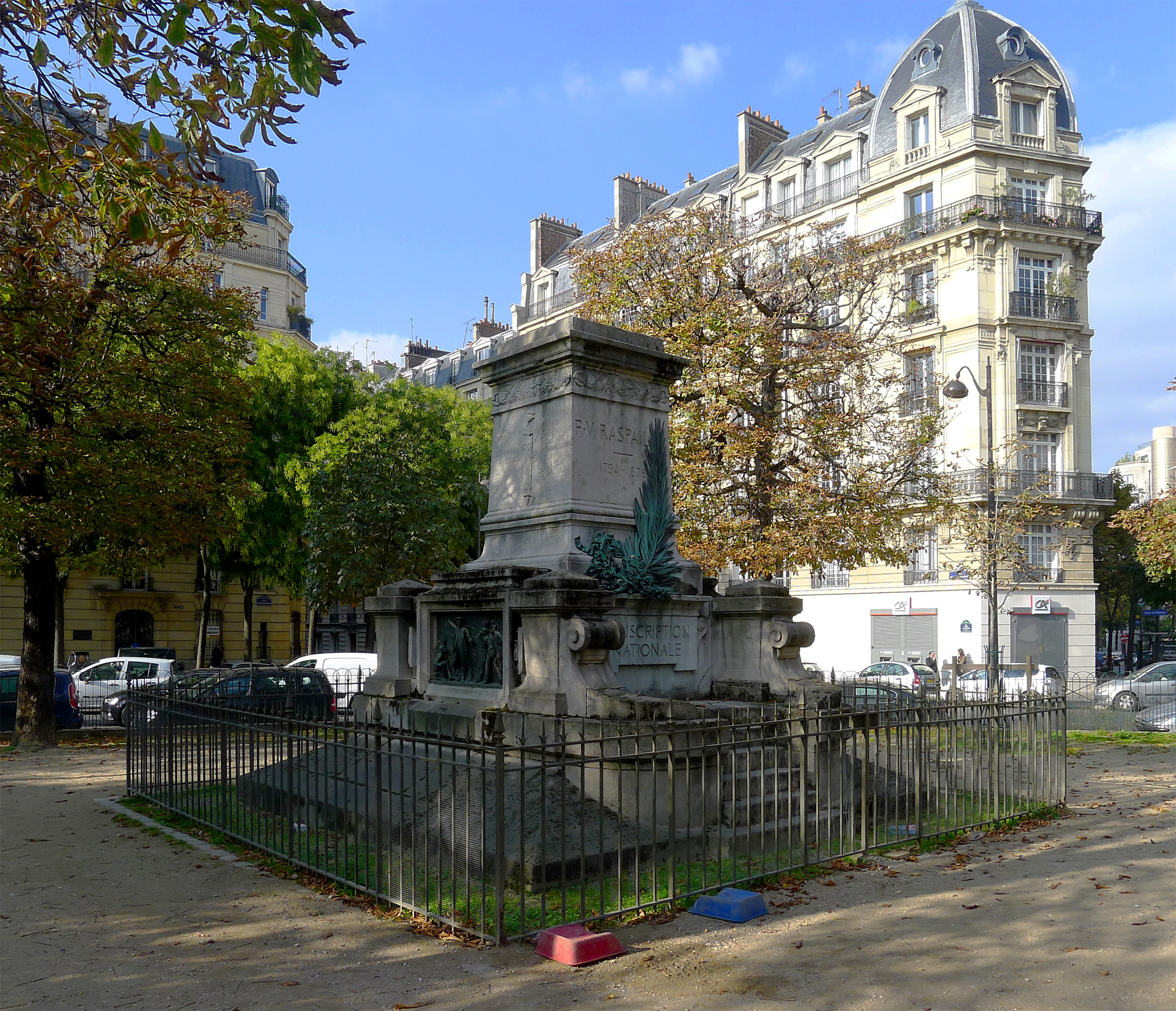
«Пам'ятник Распаю» у сквері Жака-Антуана
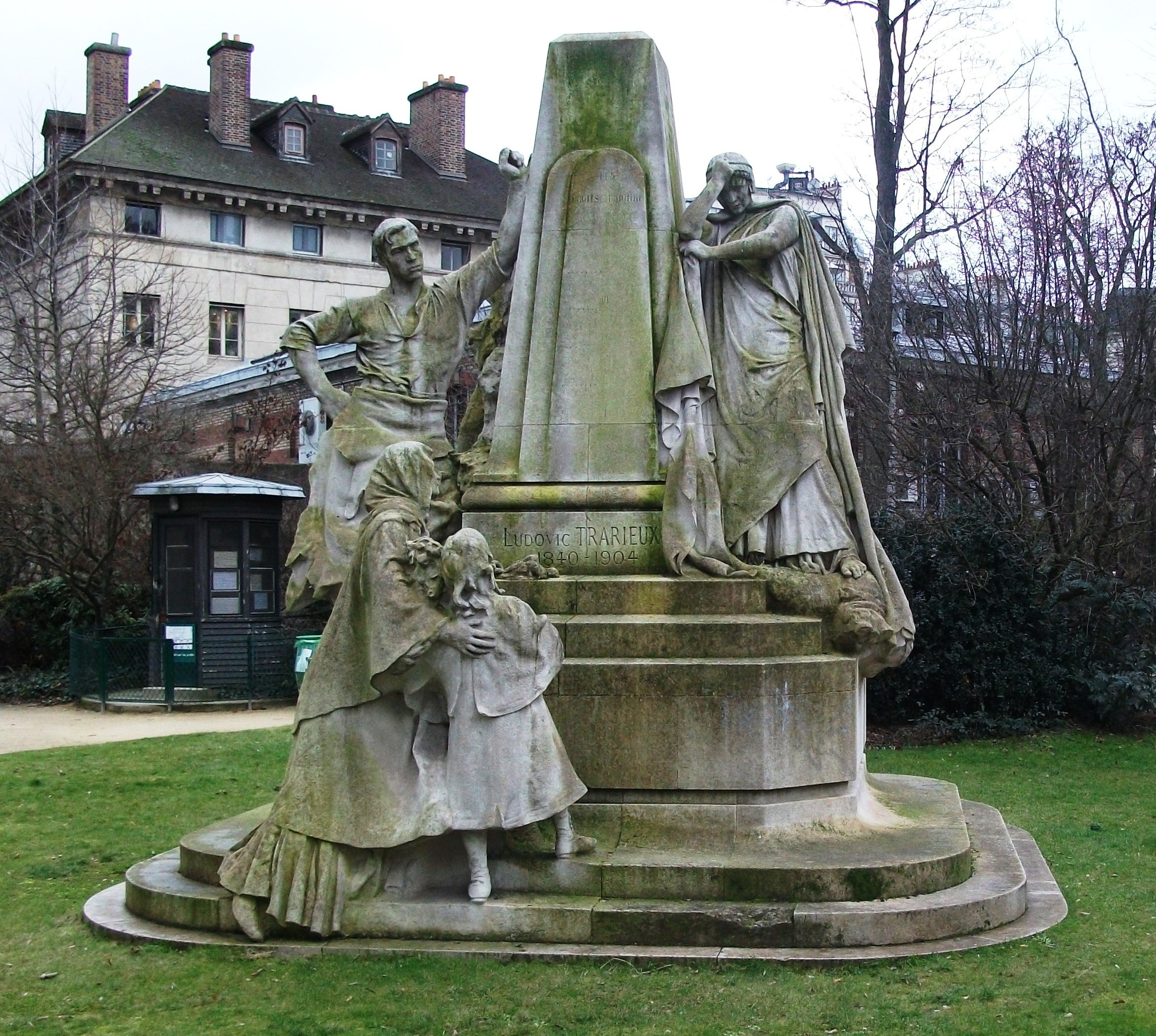
«Пам'ятник Людовіку Траріє», скульптор Жан Буше, у сквері Клода-Нікола Леду
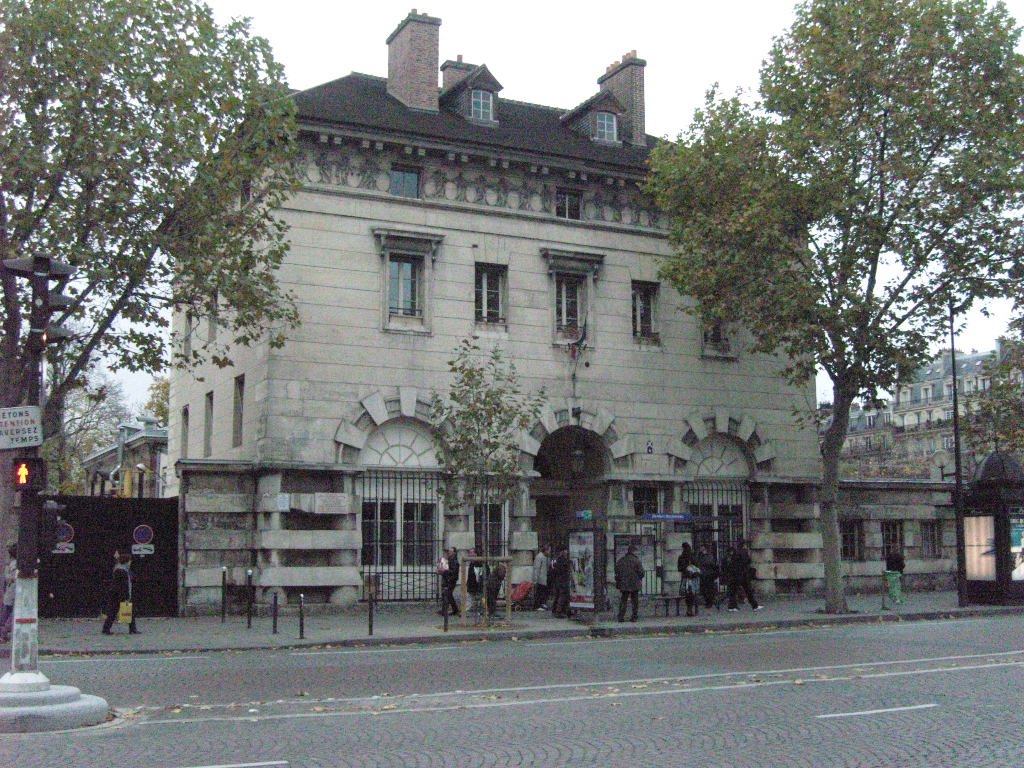
Павільйон Бар'єр-д'Анфер
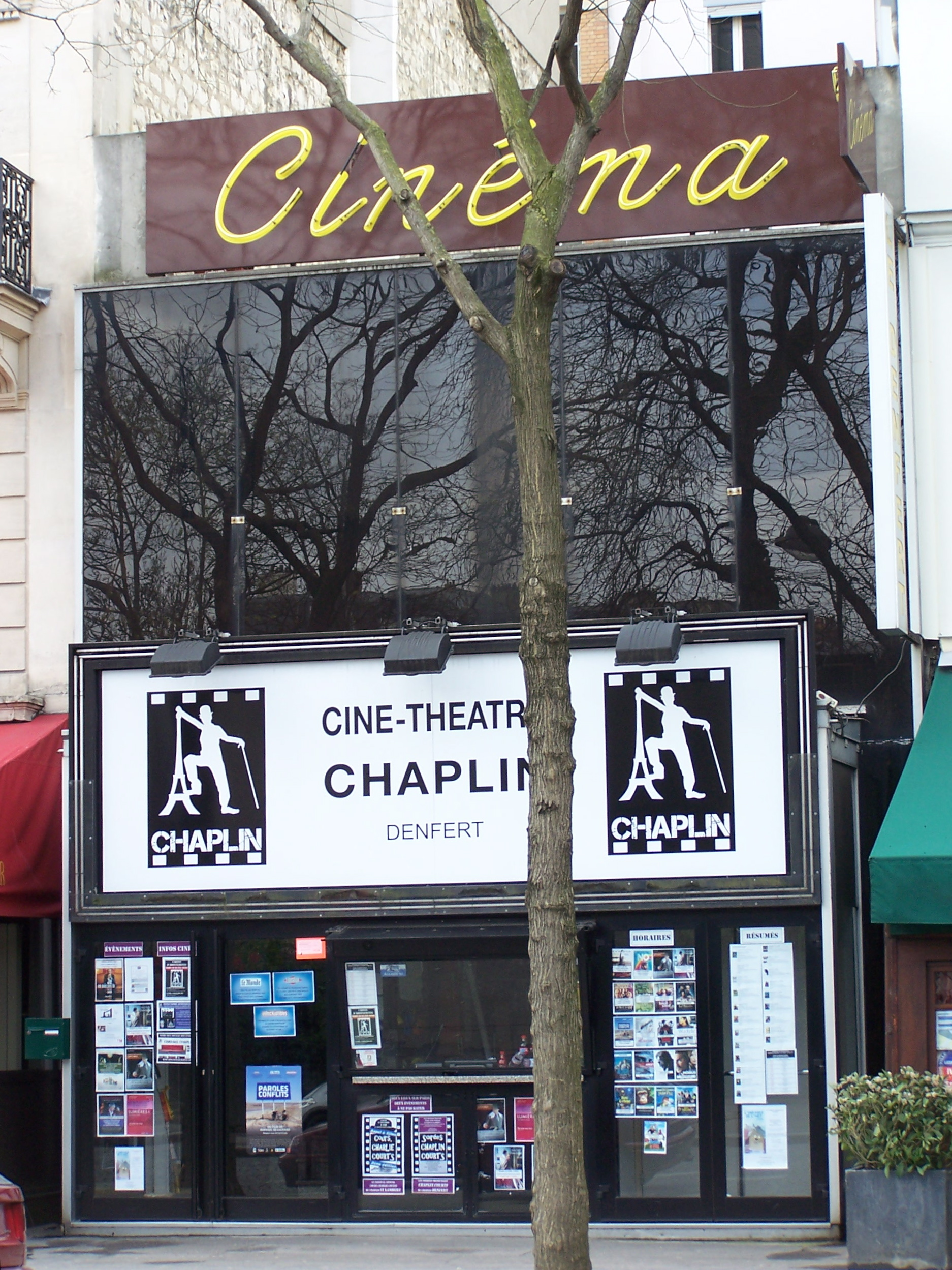
Кінотеатр Chaplin-Denfert

## У мистецтві й літературі
- « Західний бар'єр» описаний у романі Віктора Гюго «Знедолені» та є місцем дії третьої сцени опери Пуччіні «Богема».
- Станіслас Краланд: Париж: Таємниці окупації. Франція, 2016, 65 хв (німецька версія від ZDF з 2018 року — також онлайн, під назвою «Париж під свастикою — терор, опір, визволення». Остання третина фільму показує історичні кадри командного центру 1944 року)
- Тут відбувається перша сцена третього акту опери Пуччіні «Богема».